# Zejkovec hlohový
Zejkovec hlohový (Opisthograptis luteolata) je můra z čeledi píďalkovitých. Druh poprvé popsal Carl Linné v 10.vydání Systema Naturae z roku 1758. Neměl by být zaměňován se žluťáskem řešetlákovým.

## Popis
Tento druh je v rámci svého areálu rozšíření nezaměnitelný, s jasně žlutými křídly označenými malými hnědými skvrnami podél okrajů předních křídel a malou bílou skvrnou s hnědým okrajem, rovněž na předních křídlech. Rozpětí křídel je 33–46 mm. Nejvíce rozšířená forma má na předních křídlech červenohnědé žeberní znaky u hlavy a trojúhelníkovité skvrny na vrcholu předních křídel. Má zadní křídla s tmavou vnitřní tečkou a slabě šedou postmediální linií. Méně rozšířená forna je menší, sytěji zbarvená je letní hnízdní forma. Zdá se, že je hlavní nebo jedinou formou v Tunisku. Velmi světle žluté exempláře byly odděleny jako jiný poddruh.
Můra někdy létá i ve dne, ale hlavně v noci a přitahuje ji světlo.
Housenka je hnědá nebo zelená s „rohem“ na zádech a živí se různými stromy a keři. Mezi zaznamenané rostliny, které slouží jako jejich potrava, patří jabloň, bříza, trnka, rybíz, hloh, švestka, jeřáb, muchovník a vrba. Díky svému složitému životnímu cyklu tento druh přezimuje buď jako housenka, nebo jako kukla.

## Životní cyklus
Tento druh má složitý životní cyklus: někdy se narodí jedna generace ročně, ale někdy se narodí i tři generace během dvou let, takže dospělce lze spatřit kdykoliv od dubna do října.

## Výskyt
Zejkovec hlohový se vyskytuje v celé palearktické oblasti a západní Asii.

## Raný výzkum
Anglický zoolog Edward Bagnall Poulton, autor knihy The Colours of Animals (1890), popsal protistínění u hmyzu, včetně housenek této můry. Americký umělec Abbott Handerson Thayer, obecně považovaný za tvůrce teorie protistínění, připsal Poultonovi zásluhu za její částečný objev.